# Кончезіо
Кончезіо (італ. Concesio) — муніципалітет в Італії, у регіоні Ломбардія, провінція Брешія.
Кончезіо розташоване на відстані близько 450 км на північний захід від Рима, 85 км на схід від Мілана, 10 км на північ від Брешії.
Населення — 15 442 особи (2014).
Щорічний фестиваль відбувається 16 серпня. Покровитель — святий Рох.

## Демографія
Населення за роками:

Станом на 1 січня 2023 року в муніципалітеті офіційно проживало 1185 іноземців з 66 країн, серед них 231 громадянин країн Євросоюзу та 102 громадяни України.

## Сусідні муніципалітети
- Бовеццо
- Брешія
- Челлатіка
- Коллебеато
- Гуссаго
- Лумеццане
- Наве
- Вілла-Карчина